# エイリアン・ラヴ・シークレッツ
『エイリアン・ラヴ・シークレッツ』（Alien Love Secrets）は、アメリカ合衆国のギタリスト、スティーヴ・ヴァイが1995年に発表したEP。『パッション・アンド・ウォーフェア』（1990年）以来となるインストゥルメンタル作品である。スタジオ・アルバム『ファイヤー・ガーデン』（1996年）の制作を小休止して作られたEPで、作曲およびレコーディングは6週間以内で終了した。
収録曲のほとんどはインストゥルメンタルだが、「ヤー・ヨー・ガー（愛しのばぶ・ばぶ・ファイヤー）」ではヴァイの長男であるジュリアン・ヴァイの歌声がサンプリングされている。また、「殺戮の舞踏会」のイントロで聴けるボーカルのような音は、ヴァイがワーミー・バー、ワーミー・ペダル、イコライザー、ハーモナイザーを駆使してギターで出している。
「悪魔のギタリスト：ジャック・バトラー」は、ヴァイが映画『クロスロード』（1986年公開）の劇中で弾いたリフを元にして作られた曲である。

## 収録曲
全曲ともスティーヴ・ヴァイ作。
1. 悪魔のギタリスト：ジャック・バトラー - Bad Horsie - 5:51
2. ジュース - Juice - 3:44
3. ダイ・トゥ・リヴ - Die to Live - 3:53
4. ザ・ボーイ・フロム・シアトル - The Boy from Seattle - 5:04
5. ヤー・ヨー・ガー（愛しのばぶ・ばぶ・ファイヤー） - Ya-Yo Gakk - 2:52
6. 殺戮の舞踏会 - Kill the Guy with the Ball/The God Eaters - 7:02
7. テンダー・サレンダー - Tender Surrender - 5:02

### 日本盤ボーナス・トラック
1. 三・三・七拍子 - San-San-Nana-Byoushi - 3:42

## 参加ミュージシャン
- スティーヴ・ヴァイ - ギター、ベース、キーボード、ドラム・プログラミング
- ディーン・カストロノヴォ - ドラムス(on 3. 4. 6. 7.)
- トミー・マーズ - オルガン(on 7.)
- ジュリアン・ヴァイ - ボーカル(on 5.)